# 257336 Noeliasanchez
257336 Noeliasanchez este un asteroid din centura principală de asteroizi.

## Descriere
257336 Noeliasanchez este un asteroid din centura principală de asteroizi. A fost descoperit pe 4 mai 2009 la La Sagra par l'Observatorio Astronómico de Mallorca. Asteroidul prezintă o orbită caracterizată de o semiaxă mare de 3,15 ua, o excentricitate de 0,17 și o înclinație de 29,3° în raport cu ecliptica.